# (78816) Caripito
(78816) Caripito (2003 PZ9) – planetoida z pasa głównego asteroid okrążająca Słońce w ciągu 5,55 lat w średniej odległości 3,13 j.a. Odkryta 4 sierpnia 2003 roku.